# دلفین رئو
دلفین رئو (فرانسوی: Delphine Réau‎؛ زادهٔ ۱۹ سپتامبر ۱۹۷۳) تیرانداز اهل فرانسه بود.